# L'età del bronzo
L'età del bronzo (in lingua francese: L'Âge d'airain) è una statua in bronzo dello scultore Auguste Rodin, della quale esistono molte versioni.
La figura rappresentata è quella di un nudo maschile a grandezza naturale, circa 180,5 centimetri di altezza. Rodin ha continuato a produrre calchi della statua per diversi decenni dopo che è stata modellata nel 1876.
Quando la statua è stata esposta al Salone di Parigi, nel 1877, Rodin fu accusato di aver fatto la statua basandosi su un modello vivente, circostanza che è stata sempre vigorosamente negata dall'autore.

## Storia

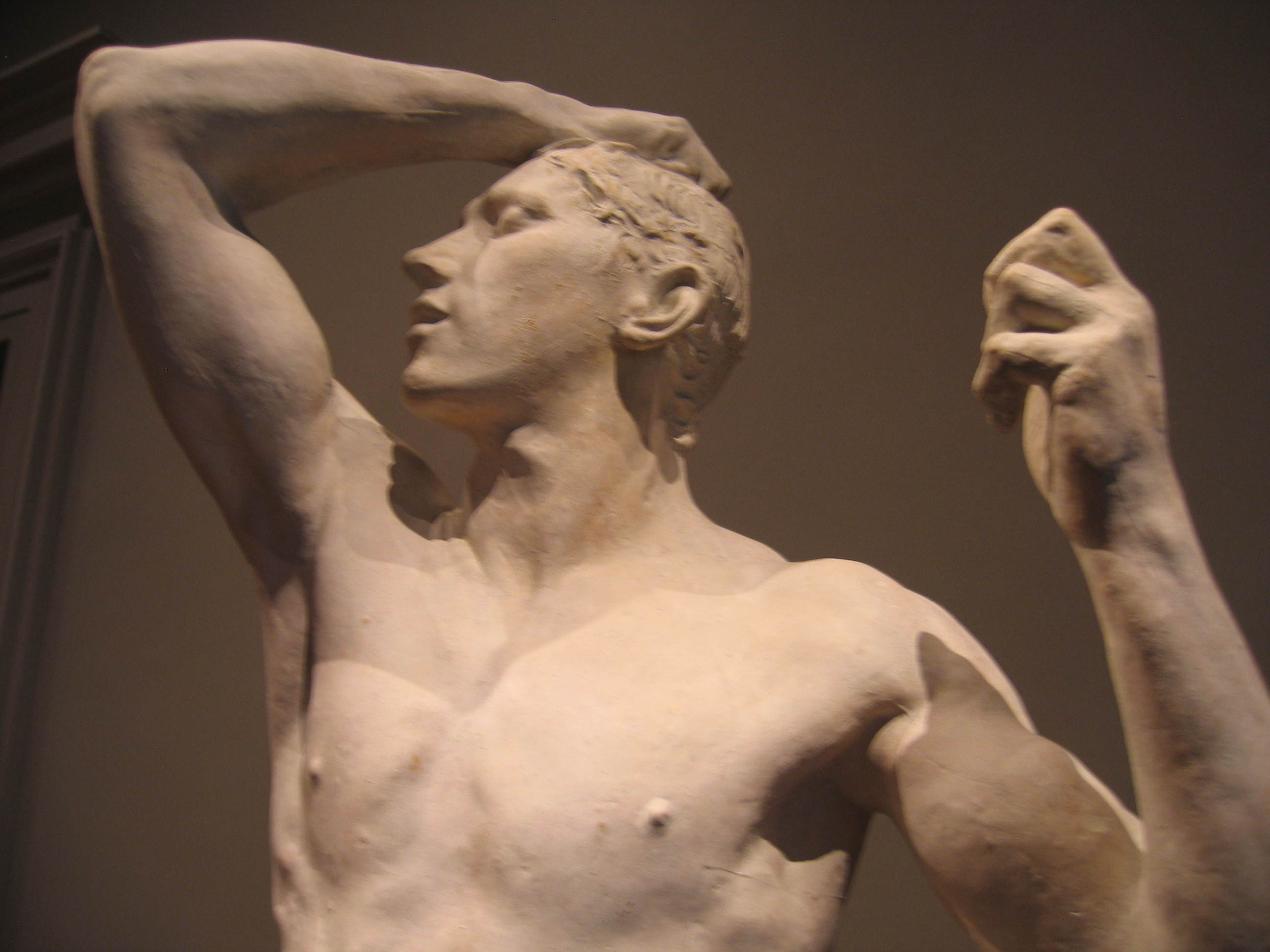
L'età del bronzo, gesso, National Gallery of Art, Washington, D.C.

Nel 1875, mentre lavorava a Bruxelles, Auguste Rodin realizzò uno dei suoi più grandi sogni realizzando il suo Grand Tour: egli viaggiò in Italia per scoprire Torino, Genova, Pisa, Venezia, Firenze, Roma, Napoli, i loro tesori artistici e per "scoprire i segreti" di Donatello e soprattutto di Michelangelo. Al suo ritorno in Francia egli visitò le cattedrali francesi.
Nel 1877, all'età di trentasette anni, egli ritornò a Bruxelles dove realizzò in diciotto mesi la sua prima grande opera, L'età del bronzo, con la quale sperava di diventare famoso.
La statua in gesso ritraeva a grandezza naturale un giovane soldato belga di ventidue anni, Auguste Ney o Neyt, e non un modello professionista, del quale Rodin non apprezzava gli atteggiamenti convenzionali. In origine la statua doveva portare una lama o una lancia (come nella fotografia del modello scattata da Gaudenzio Marconi), che Rodin tolse per liberare il braccio da ogni attributo e dare al gesto una nuova grandezza.
Egli espose l'opera nello stesso anno al circolo artistico e letterario brussellese con il nome Le Vaincu ("Il vinto"), al Salone degli artisti francesi con il titolo L'Âge d'airain ("L'età del bronzo") e all'esposizione universale di Parigi del 1900 con il titolo L'Homme qui s'éveille ("L'uomo che si sveglia").
La sua statua diede un'impressione tale di vita che Rodin venne accusato di aver effettuato un calco su un modello, o addirittura su un cadavere. Degli esperti provarono il suo genio e questo scandalo clamoroso diede il via alla sua gloria, alla sua fortuna e ai suoi quarant'anni di carriera. Le commissioni ufficiali abbondarono rapidamente e Rodin divenne un ritrattista della società dell'epoca. Il gesso e poi una versione bronzea della statua furono acquistati dalla città di Parigi nel 1880.
Nel 1878, Rodin creò il suo San Giovanni Battista dalle dimensioni più grandi del naturale per dimostrare che non faceva ricorso ai calchi dai modelli d'arte e per provare il suo genio.